# Fantasia sexual

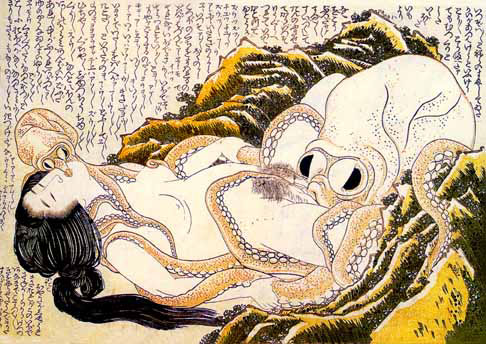
Tako to amá (em japonês: 蛸と海女; "Os polvos e a mergulhadora"), também conhecido como "O Sonho da Mulher do Pescador", de Katsushika Hokusai.

Fantasia sexual ou fantasia erótica é um desejo latente acerca de um ambiente sexual ou situação sexual que possa aumentar a sensação de prazer na hora do ato sexual.
As fantasias sexuais são muito comuns em todos os seres humanos a partir de uma idade que começam a ter o pensamento sexual presente. Estas têm uma tendência maior para esconder os seus desejos e vontades.
Nos dias de hoje o termos Fantasia Sexual já não é um tabu, sendo que em Portugal é comum ler e ouvir falar sobre experiências sexuais em conversas de café, entre amigos de ambos os sexos.
O negócio em torno das fantasias sexuais é considerado por alguns governos como matéria necessária para controlo fiscal, existindo até empresas que se dedicam exclusivamente à organização deste tipo de eventos.